# Cryptoerithus griffith
Cryptoerithus griffith är en spindelart som beskrevs av Norman I. Platnick och Baehr 2006. Cryptoerithus griffith ingår i släktet Cryptoerithus och familjen Prodidomidae. Inga underarter finns listade i Catalogue of Life.